# Fußball-Bezirksklasse Schleswig-Holstein 1937/38
Die Fußball-Bezirksklasse Schleswig-Holstein 1937/38 war die fünfte Saison der Fußball-Bezirksklasse Schleswig-Holstein im Sportgau Nordmark. Sie diente als eine von drei zweitklassigen Bezirksklassen als Unterbau der Gauliga Nordmark. Alle Staffelmeister dieser drei Unterbau-Spielklassen qualifizierten sich für eine spätere Aufstiegsrunde, in welcher zwei Aufsteiger zur Gauliga Nordmark ausgespielt wurden. Erneut wurde die Spielserie mittels zweier Staffeln ausgetragen, jedoch leicht aufgestockt, mit nun insgesamt 22 Vereinen. Dazu wurde die bisherige Staffel West, in Staffel Nord, die bisherige Staffel Ost, in Staffel Süd umbenannt. Generelle Besonderheit war weiterhin, der bewusste Tausch Kieler Vereine zwischen den Staffeln, um anfallende Reisekosten ausgewogener zu gestalten. Nach einer zusätzlichen Abstiegs-Relegation zwischen beiden Staffel-Vorletzten, waren drei Absteiger zu verzeichnen, namentlich der SC 1890 Friedrichsort, (Staffel Nord), sowie TuS Schlutup 1907 und ETSV Eintracht 1910 Kiel, (Staffel Süd).

## Geschichte
Auch die Spiel-Saison 1937/38 war erneut von regionalen Umstrukturierungen betroffen und wurde wieder als Rundenturnier mit Hin-und-Rückspiel ausgetragen. Die Saison begann am 15. August 1937, das letzte Spiel kam am 29. Mai 1938 (Staffel Nord) zur Austragung. Geprägt war die Saison von einem sehr früh entschiedenen Meisterkampf in der Staffel Nord, aber extremer Titel-Spannung in der Staffel Süd, sowie enorm engen Abstiegs-Entscheidungen in beiden Staffeln. Der souveräne Staffelmeister-Nord, VfR Neumünster 1910 und Staffelmeister-Süd, KFV Kilia Kiel, waren somit für die folgende Aufstiegsrunde zur Gauliga Nordmark 1938/39 qualifiziert. Wiederum keiner von ihnen konnte sich anschließend jedoch durchsetzen und beide waren in der nächsten Saison wieder in der Bezirksklasse ansässig. Auch für die nächste Spielzeit entschied man sich, die gewohnte Zweier-Staffel-Einteilung beizubehalten. Erneut waren beide letztjährigen Staffelmeister in einer Staffel vereint. Die Vereine aus dem Kreis Lübeck blieben in der BK Schleswig-Holstein integriert. Die Anzahl teilnehmender Vereine wurde wieder auf jeweils 10 pro Staffel reduziert. Zudem wurde eine Abstiegs-Relegation zwischen TSV Gut-Heil Neumünster und dem TuS Schlutup 07 ausgetragen, in welcher sich die Neumünsteraner durchsetzten und so die Klasse hielten. Als Aufsteiger aus den Kreisklassen qualifizierten sich der Ellerbeker SV aus Kiel und kurzzeitig der Wedeler TV aus dem Kreis Pinneberg. Ferner gesellte sich als Gauliga-Absteiger der BV 03 Phönix Lübeck dazu. Kurz vor Saisonbeginn wurde es jedoch dem SuS Holsatia Elmshorn sowie dem Wedeler Aufsteiger gestattet, für die Saison 1938/39 aus Schleswig-Holstein in den Kreis Groß-Hamburg und die dortige Bezirksklasse (Staffel Germania) zurückzukehren.

## Teilnehmer
Als Aufsteiger aus den Kreisklassen Schleswig-Holsteins wurden in folgende Staffeln integriert:
- Luftwaffen SV Schleswig (Nord)
- SC Olympia 09 Neumünster (Süd)
- SuS Holsatia Elmshorn (Süd)

Aus dem Bezirk Lübeck-Mecklenburg wurden in den Bezirk Schleswig-Holstein delegiert und in folgende Staffeln integriert:
- Oldesloer SV 1902, (ab 18. August 1937 nach Fusion), als VfL Oldesloe (Süd)
- Lübecker SV 1913 (Süd)
- TuS Schlutup 1907 (Süd) / Aufsteiger

## Abschlusstabellen

### Staffel Nord
| Pl. | Verein                     | Sp. | S  | U | N  | Tore    | Quote | Punkte |
| --- | -------------------------- | --- | -- | - | -- | ------- | ----- | ------ |
| 1.  | VfR Neumünster 1910        | 20  | 16 | 2 | 2  | 070:250 | 2,80  | 34:60  |
| 2.  | FV Borussia 03 Gaarden (M) | 20  | 12 | 2 | 6  | 061:370 | 1,65  | 26:14  |
| 3.  | SC Comet Kiel 1912         | 20  | 10 | 2 | 8  | 044:540 | 0,81  | 22:18  |
| 4.  | TSV 1875 Gaarden           | 20  | 9  | 3 | 8  | 041:470 | 0,87  | 21:19  |
| 5.  | LSV Schleswig (N)          | 20  | 9  | 2 | 9  | 039:400 | 0,98  | 20:20  |
| 6.  | 1. SV Schleswig 06 (M)     | 20  | 8  | 3 | 9  | 045:400 | 1,13  | 19:21  |
| 7.  | Flensburger SV 08          | 20  | 7  | 4 | 9  | 044:450 | 0,98  | 18:22  |
| 8.  | Husumer FV 1918            | 20  | 8  | 0 | 12 | 045:450 | 1,00  | 16:24  |
| 9.  | Rendsburger TSV 1859       | 20  | 5  | 5 | 10 | 036:530 | 0,68  | 15:25  |
| 10. | TSV Gut-Heil Neumünster a  | 20  | 6  | 3 | 11 | 034:560 | 0,61  | 15:25  |
| 11. | SC 1890 Friedrichsort      | 20  | 5  | 4 | 11 | 029:460 | 0,63  | 14:26  |

| Legende |                                                               |
|         | Qualifikation für Aufstiegsrunde zur Gauliga Nordmark 1938/39 |
|         | Absteiger in die Kreisklassen                                 |
| (M)     | Titelverteidiger                                              |
| (N)     | Aufsteiger aus den Kreisklassen                               |

### Staffel Süd
| Pl. | Verein                       | Sp. | S  | U | N  | Tore    | Quote | Punkte |
| --- | ---------------------------- | --- | -- | - | -- | ------- | ----- | ------ |
| 1.  | KFV Kilia Kiel               | 20  | 15 | 1 | 4  | 075:260 | 2,88  | 31:90  |
| 2.  | VfB Kiel 1910                | 20  | 14 | 2 | 4  | 068:280 | 2,43  | 30:10  |
| 3.  | SpVgg Fortuna Glückstadt     | 20  | 11 | 3 | 6  | 065:470 | 1,38  | 25:15  |
| 4.  | SuS Holsatia Elmshorn (N) b  | 20  | 11 | 2 | 7  | 049:330 | 1,48  | 24:16  |
| 5.  | Preußen 09 Itzehoe           | 20  | 9  | 4 | 7  | 055:410 | 1,34  | 22:18  |
| 6.  | Lübecker SV 1913             | 20  | 10 | 0 | 10 | 049:630 | 0,78  | 20:20  |
| 7.  | VfB Union-Teutonia Kiel      | 20  | 8  | 3 | 9  | 050:570 | 0,88  | 19:21  |
| 8.  | VfL Oldesloe                 | 20  | 5  | 6 | 9  | 041:380 | 1,08  | 16:24  |
| 9.  | SC Olympia 09 Neumünster (N) | 20  | 5  | 3 | 12 | 041:690 | 0,59  | 13:27  |
| 10. | TuS Schlutup 07 (N) a        | 20  | 6  | 1 | 13 | 034:740 | 0,46  | 13:27  |
| 11. | ETSV Eintracht 1910 Kiel     | 20  | 3  | 1 | 16 | 032:830 | 0,39  | 07:33  |

| Legende |                                                               |
|         | Qualifikation für Aufstiegsrunde zur Gauliga Nordmark 1938/39 |
|         | Absteiger in die Kreisklassen                                 |
| (N)     | Aufsteiger aus den Kreisklassen                               |

### Abstiegs-Relegation beider Staffel-Vorletzten
In folgender Reihenfolge, ausgetragen am 14.08. und 21.08.1938
|                         | Ergebnis |                         |
| ----------------------- | -------- | ----------------------- |
| TSV Gut-Heil Neumünster | 5:1      | TuS Schlutup 07         |
| TuS Schlutup 07         | 2:0      | TSV Gut-Heil Neumünster |